# Sleeping with the Devil
Sleeping with the Devil (Durmiendo con el diablo en Hispanoamérica) es una película para televisión dirigida por William A. Graham y estrenada en 1997. Está basada en la novela homónima de Suzanne Finstad.

## Argumento
Rebecca Dubrovich (Shannen Doherty) es una joven enfermera proveniente de California que se enamora del millonario Dick Strang (Tim Matheson). Inician una relación, hasta que la joven descubre que Strang es un mentiroso, sádico e infiel, por lo que termina con él.
Strang en venganza comienza a acosarla y acaba contratando a un sicario para que la mate. 
No logra su propósito, pero Rebecca queda parapléjica a causa de los disparos. En este estado lucha por que Dick sea condenado y se somete a un tratamiento para poder volver a caminar en el curso del cual conoce al doctor Jerrold Petrofsky, que la acoge y ayuda.
Finalmente Dick es arrestado por fraude en pasaportes, Rebecca vuelve a caminar, logra el sueño de correr una maratón y se casa con el doctor Petrofsky.

## Reparto
- Shannen Doherty como Rebecca Dubrovich.
- Tim Matheson como Dick Strang.
- Bonnie Bartlett como Stasha Dubrovich.
- Steve Eastin como Wes Dubrovich.
- David Bowe como el Dr. Jerrold Petrofsky.
- Kate McNeil como Liz.